# Thomas Salt
Thomas Salt, 1er baronnet (12 mai 1830 - 8 avril 1904), est un banquier britannique et un homme politique conservateur.

## Carrière
Son grand-père John Stevenson Salt (en), (haut Sheriff du Staffordshire en 1838), épouse Sarah Stevenson, la petite-fille de John Stevenson, fondateur en 1737 d'une société bancaire à Stafford. Salt devient associé de la firme Stevenson Salt & Co qui ouvre ses portes à Cheapside, Londres en 1788 et qui, en 1867, fusionne avec Bosanquet & Co et plus tard avec Lloyds Banking Company. Salt est ensuite administrateur, puis président du conseil d'administration de Lloyds de 1884 à 1896. Il est également président, de 1883 à 1904, de la North Staffordshire Railway. Il est également président de la New Zealand Midland Railway Company en 1889.
Il est élu au Parlement pour Stafford en 1859, siège qu'il occupe jusqu'en 1865, puis de 1869 à 1880, de 1881 à 1885 et de 1886 à 1892. De janvier 1876 à avril 1880, il est secrétaire parlementaire du Local Government Board, un poste subalterne du deuxième ministère du gouvernement de Benjamin Disraeli. En 1899, il est créé baronnet, de Standon et de Weeping Cross dans le comté de Stafford. Ses domaines incluent Baswich House, construit par son père en 1850, et Standon Hall, que son fils reconstruit plus tard en 1901. Il est décédé en avril 1904, à l'âge de 73 ans.

## Vie privée
Son plus jeune fils est général de division dans l'armée, et son oncle est le banquier William Salt, qui donne son nom à la William Salt Library de Stafford. Sa petite-fille est la diplomate Dame Barbara Salt (en).